# GEA Westfalia Separator
GEA Westfalia Separator — немецкая компания, основанная в 1893 году. Штаб-квартира компании расположена в Оельде.

## История
1 сентября 1893 г. два друга и сводных брата Франц Рамезоль и Франц Шмидт открыли мастерскую в г. Ольде и начали выпускать сепараторы для молока. К 1900 г. в эксплуатации было более 10.000 молочных сепараторов.
В 1906 г. компания, имевшая штат из 110 сотрудников, начала производство автомобилей. Жестокая конкуренция заставила основателей компании прекратить выпуск машин «Вестфалия Моторваген» в 1913 г.
В 1915 г. Вернер Хабиг был назначен директором и включен в Исполнительный Комитет. Он руководил и компанией и оказывал огромное влияние на её политику в течение 56 лет. В 1929 г. была создана первая компания в США.
Эра саморазгружающихся сепараторов началось в 1930 г. В 1940 г., когда объем продаж достиг 10 млн немецких марок, компания сменила название на Вестфалия Сепаратор. В годы Второй Мировой Войны производство практически остановилось.
В 1941 г. компания Вестфалия Сепаратор разработала первый маслоизготовитель с непрерывным режимом работы.
Послевоенное восстановление началось в 1946 г. 
В 1955 г. первый декантер был изготовлен и поставлен на немецкую фабрику по производству рыбной муки и китового жира. Области применения включают в себя: животные и растительные масла и жиры, белок, крахмал, подпрессовый бульон при переработке рыбы, экстракты кофе и чая, лактоза, казеин, казеинат, пенициллин и очистка сточных вод.
В 1967 г. объем продаж впервые превысил 100 млн немецких марок, а в 1973 г. он преодолел порог в 200 млн немецких марок, а экспорт достиг 59 процентов общего объема продаж. С 1976 по 1992 г Вестфалия Сепаратор интенсивно развивалась как компания-разработчик установок и поставщик систем. В 1989 г. объем продаж компании составил 530 немецких марок. В 1993 г. Вестфалия Сепаратор отметила 100-летний юбилей инноваций и традиций.
С 1994 г. Вестфалия Сепаратор вошла в Группу ГЕА Актиенгезельшафт, Бохум. Группа ГЕА Актиенгезельшафт — это один из крупнейших поставщиков технических решений для процессов в пищевой промышленности и энергетике с доходом более 5,2 млрд. Евро в 2008 г.
Правовая форма компании Вестфалия Сепаратор АГ была изменена 13 февраля 2008 г., а в октябре 2008 г. название компании было дополнено словом «ГЕА» и стало звучать, как  ГЕА Вестфалия Сепаратор ГмбХ.
В течение нескольких десятилетий развития компания превратилась в крупнейший международный машиностроительный концерн, насчитывающий представительства в 62 странах мира, с общим количеством около 18000 сотрудников, в том числе и в России.
Желая объединить успешный опыт всех своих подразделений под единой миссией, компания проводит ребрендинг, основной идеей которого становится единство GEA.
Теперь, для всего мира существует единый концерн «GEA»
В связи с этим, в 2018 году российские представительства концерна ООО «ГЕА Вестфалия Сепаратор Си Ай Эс» и ООО «ГЕА Процессный инжиниринг» в процессе реорганизации присоединились к ООО «ГЕА Рефрижерейшн РУС», объединившись под одним юридическим лицом.
Целостный подход к климату и устойчивому развитию
В июне 2021 г. компания GEA представила свои промежуточные цели по сокращению собственных выбросов парниковых газов, двигаясь к своей основной цели – сократить выбросы до нуля к 2040 г.
Выбросы парниковых газов в Областях 1 и 2 должны быть сокращены на 60 %, а в Области 3 — на 18 % к 2030 г. (базовая 2019 год). Инициатива «Научно обоснованные цели» (SBTi), всемирно признанный независимый орган по рассмотрению целей в области климата, подтверждает, что промежуточные цели GEA соответствуют последним достижениям науки о климате и вносят эффективный вклад в достижение 1,5- градус Цельсия, цель, поставленная Парижским соглашением по климату.
Дополнительно у концерна GEA существуют амбициозные цели в области ESG. В совокупности эти меры направлены на развитие экологически устойчивых решений для клиентов и ответственные операции. Кроме того, компания GEA стремится быть наиболее привлекательным работодателем для специалистов в отрасли.
«Устойчивое развитие прочно закреплено в ДНК компании и поэтому также является неотъемлемой частью Mission 26», — говорит Штефан Клеберт (Председатель правления с февраля 2019 года (назначен до декабря 2026 года)). «Благодаря нашему амбициозному подходу мы помогаем нашим клиентам в достижении их собственных экологических целей. Точно так же мы стремимся к самым высоким стандартам в нашей деятельности и поддерживаем наших сотрудников в развитии их навыков. Таким образом, мы выполняем нашу социальную ответственность и обеспечиваем прочный успех».

## Деятельность
В России компания ГЕА оказывает полный комплекс поставок оборудования, решений и сервисных услуг для различных отраслей промышленности:
- Технологические решения и оборудование для производства молока и промышленного содержания КРС;
- Технологии охлаждения для пищевых, химических и нефтегазовых предприятий;
- Оборудование и решения для производства продуктов питания и напитков, переработки молока, упаковки, а также для рынков непродовольственных товаров, таких как фармацевтический рынок, химическая промышленность, Нефтегаз и энергетика, спорт, судостроение, транспорт.